# Лайонел Ройс
Лайонел Ройс (англ. Lionel Royce); имя при рождении — Леон Мориц Рейсс (нем. Leon Moritz Ress), 30 марта 1891, Долина, Королевство Галиции и Лодомерии, Австро-Венгрия — 1 апреля 1946, Манила, Филиппины) — австро-американский актёр еврейского происхождения. Начал свою актёрскую карьеру в театре в Вене в 1919 году. Затем он переехал в Берлин в 1925 году. Будучи евреем по происхождению, ему становилось труднее работать после прихода к власти Гитлера в 1933 году. После принятия Нюрнбергских расовых законов, он вернулся в Австрию в 1936 году. Поселился в горной хижине в Тироле, где, чтобы скрыть свою личность, стал мимикроваться под местных тирольцев. Во время гастролей он умер в Маниле в 1946 году.

## Биография

### Ранние годы
Леон Мориц Рейсс родился 30 марта 1891 года в Долине (нынешная Украина) в еврейской семье. В 1913 году поступил в Венский университет музыки и исполнительского искусства в Вене. Во время Первой Мировой войны он пошел добровольцем в Австро-Венгерскую армию и за время службы был несколько раз ранен. К концу войны дослужился до звания лейтенанта. В 1916 году он поженился но своей первой жене, Стефани Вагнер. От этого брака родились двое детей.

### Ранний этап карьеры
Его первое появление на сцене произошло 30 мая 1919 года. Тогда он сыграл герцога Албани в постановке пьесы Шекспира «Король Лир» в Венском комедийном театре. После этого он отправился в Мюнхен в 1921 году, где он присоединился к Каммершпиле. Это побудило его поехать в Берлин, где он присоединился к Шаушпильхаус (Берлинский государственный театр) с Леопольдом Джесснером в качестве директора. Именно здесь он получил известность как театральный актёр. Во время своего пребывания в Берлине он также работал под руководством Эрвина Пискатора и Бертольта Брехта. К 1925 году он развелся и жил с актрисой Агнес Штрауб. Они покинули Шаушпильхаус и присоединились к берлинскому Фольксбюне. Однако по мере того, как нацистский режим приобретал все большую власть в Германии, Ройсу становилось все труднее работать из-за еврейского происхождения. После принятия Нюрнбергских расовых законов в 1935 году Ройс вернулся в Австрию. Однако в Австрии ему также было трудно получить работу.